# De humani corporis fabrica libri septem

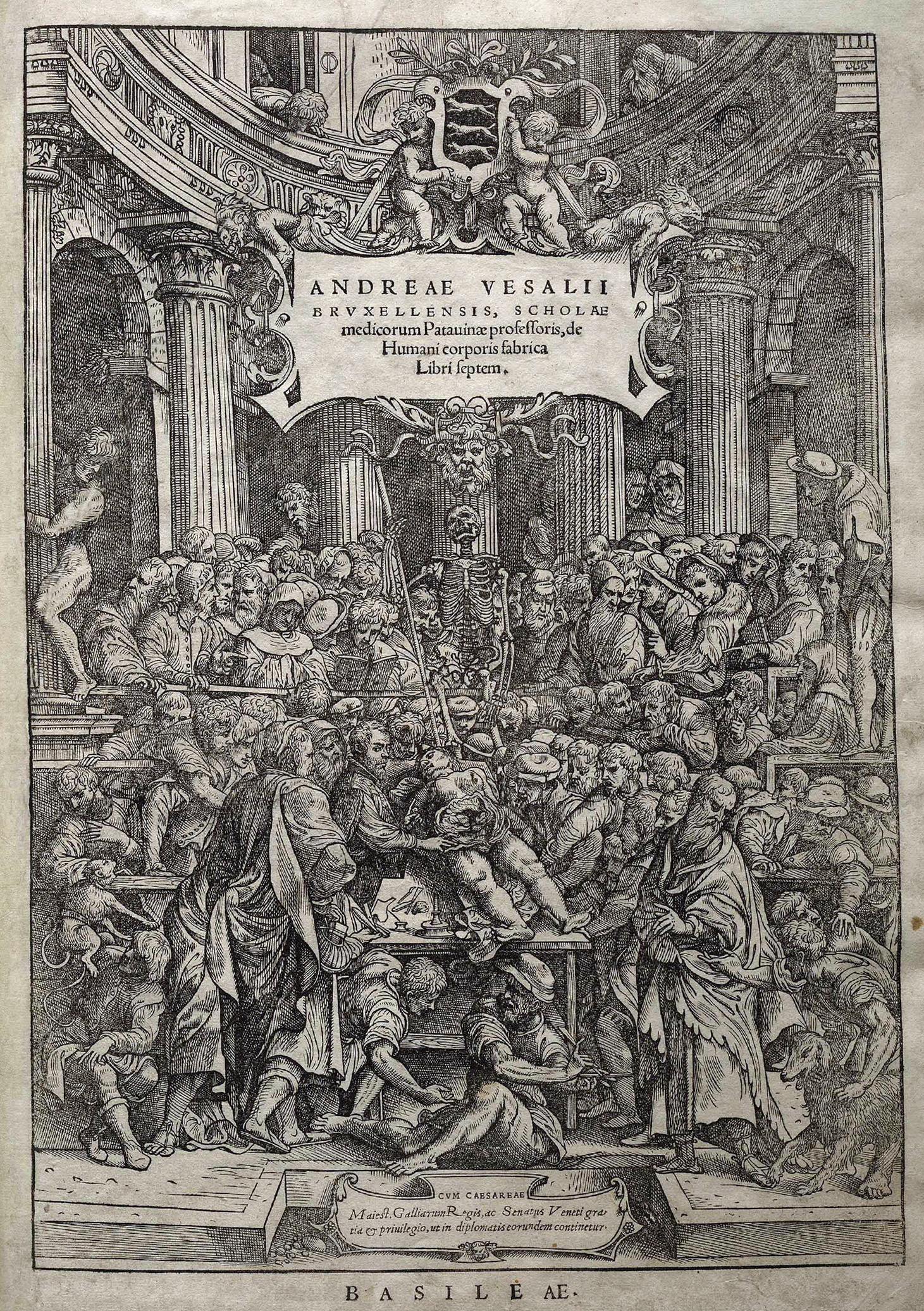
De humani corporis fabrica libri septem, 1543

De humani corporis fabrica libri septem, på svenska ungefär Sju böcker om människokroppens uppbyggnad, är en bok om anatomi som utgavs år 1543 av Andreas Vesalius.
Bokens fullständiga titel är i själva verket Andreae Vesalii Bruxellensis, scholae medicorum Patauinae professoris, de Humani corporis fabrica Libri septem, vilket betyder Andreas Vesalius från Bryssel, professor vid medicinska skolan i Paduas sju böcker om människokroppens uppbyggnad. Vesalius dedicerade verket till den tysk-romerske kejsaren Karl V, och kom sedan också att bli dennes livmedikus.
Boken är ett omfattande anatomiskt verk på 712 sidor, och ger rikt illustrerad information om allt från människans skelett och hennes inre organ, till vårt hjärt-kärlsystem och musklernas uppbyggnad.

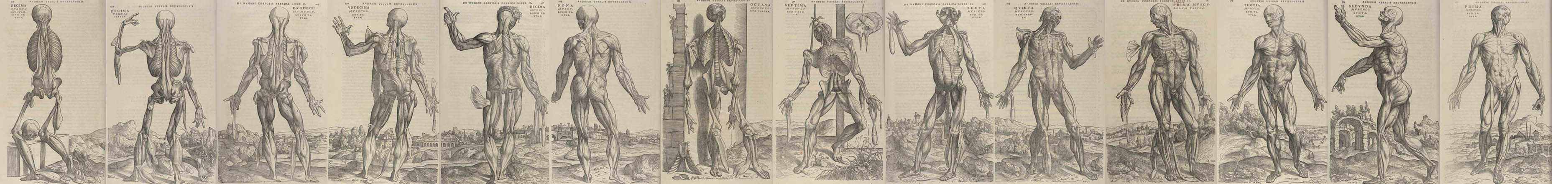
Bildserie som visar musklernas uppbyggnad